# 谷口興一
谷口 興一（たにぐち こういち、生誕年不詳 - 2012年（平成24年）11月25日）は、熊本県出身の躰道指導者、医師。玄制流空手道、躰道を創始した祝嶺正献の一番弟子とされ、東京医科歯科大学空手道部（後に躰道部）を設立した。

## 人物
熊本県出身。熊本県立玉名高等学校を経て、東京医科歯科大学医学部卒業。大学入学後に玄制流空手道師範の祝嶺正献と出会い入門、そして東京医科歯科大学空手道部を自ら設立した。現役を退いたのちも躰道の指導、普及に尽力し、躰道本院最高会議議長を務めた。

## 来歴

### 大学入学から祝嶺正献との出会いまで
1956年（昭和31年）、東京医科歯科大学に入学。当時の医学部進学課程、歯学部進学課程（現在の教養課程にあたる）は千葉大学文理学部に委嘱されていた。谷口は数人と協力して、千葉大学文理学部に空手同好会を発足させることに成功した。当時稲毛にあった千葉大学文理学部の旧陸軍兵舎の一室を道場として練習を開始した。その年の10月の中旬、埼玉大学空手道演武会に招待された谷口は、そこで玄制流空手道師範の祝嶺正献（当時は制献）の四十八手の型を目の当たりにし、その素晴らしさにただ茫然と見とれるのみであったという。終了後の打ち上げコンパの会場で祝嶺を紹介された谷口は、その日祝嶺の練馬の自宅に宿泊することとなり、この日をもって玄制流空手道に入門した。

### 空手道部創設とその後
1958年（昭和33年）、御茶ノ水の専門課程へ進学した谷口は、大学の学友会に空手道部の創設をただちに申請した。学友会の規則に従い最初は同好会としての発足となるが、精力的に練習、合宿等を行い、9月には正式に空手道部として認められ、谷口は初代主将に就任した。谷口の大学卒業後、1965年（昭和40年)に祝嶺は躰道を創始し、それに伴い空手道部は躰道部と名称変更しているが、現在も躰道界で最も歴史と伝統のある部として活動している。谷口は晩年、躰道本院最高会議議長を務め、2005年（平成17年）には、祝嶺との出会いを軸にした自叙伝「玄制流空手道と躰道の創作を顧みる　天才武道家とその弟子の歩み」を上梓した。
医師として
東京医科歯科大学を卒業後は、東京医科歯科大学の助教授や群馬県立心臓血管医療センターの総長も歴任した。